# Емоснерка
Емоснерка — река в России, протекает в Тужинском районе Кировской области. Устье реки находится в 6,6 км по левому берегу реки Тужа. Длина реки составляет 12 км.
Исток расположен к западу от деревни Иваты в 10 км к северо-западу от посёлка Тужа. Река течёт на восток, протекает деревни Иваты, Полубоярцево и Шушканы. В нижнем течении протекает озеро Акшубень, через 500 метров после выхода из озера впадает в Тужу.

## Данные водного реестра
По данным государственного водного реестра России относится к Камскому бассейновому округу, водохозяйственный участок реки — Вятка от города Котельнич до водомерного поста посёлка городского типа Аркуль, речной подбассейн реки — Вятка. Речной бассейн реки — Кама.
Код объекта в государственном водном реестре — 10010300412111100036924.